# Монтейру, Жоэл
Жоэл Алмада Монтейру (порт. Joël Almada Monteiro; 5 августа 1999, Сьон) — швейцарский и португальский футболист Кабо-Вердинского происхождения, нападающий клуба «Янг Бойз» и сборной Швейцарии.

## Клубная карьера
Монтейру родился в Швейцарии в семье уроженцев Кабо-Верде и имеет швейцарское и португальское гражданство. Воспитанник «Сьона».
20 сентября 2020 года Монтейру дебютировал в высшем швейцарском дивизионе в составе «Лозанны» в матче против «Серветта».

## Достижения
«Янг Бойз»
- Чемпион Швейцарии: 2022/23
- Обладатель Кубка Швейцарии: 2022/23

## Семья
Его брат Элтон Монтейру также профессиональный футболист.